# کنه‌ها
کَنه‌ها (Acarina یا Acari) زیررده‌ای از عنکبوتیان بندپا است که شامل کنه‌ها و هیره‌ها می‌شود.
گوناگونی کنه‌ها فوق‌العاده زیاد است و تاریخ سنگواره‌ای آن‌ها تا دوران دوونین و احتمالاً حتی به اردوویسین می‌رسد.
به خاطر این گوناگونی زیاد، کنه‌شناسان یک مجموعه پیچیده از آرایه‌شناسی را برای طبقه‌بندی کنه‌ها پیشنهاد کرده‌اند.